# صفراء (بطليوس)

بلدية صفراء (بالإسبانية: Zafra), هي إحدى بلديات مقاطعة بطليوس, التي تقع في منطقة إكستريمادورا, والتي تقع في غرب إسبانيا.
يبلغ عدد سكانها 16.014 نسمة وفقاً لإحصائية سنة (2007). بينما تبلغ مساحتها 62.6 كم{\displaystyle 2}. وبذلك تكون الكثافة السكانية 255.81 نسمة/كم2. تقع المدينة على ارتفاع 508 م عن سطح البحر.

## توأمة
لصفراء (بطليوس) اتفاقيات توأمة مع كل من:
- رامبوييه
- إستريموز

## أعلام
- خورخي كاماتشو
- دولثي تشاكون
- مانويل غارسيا
- برناردو دومينغيز
- روي لوبيز دي سيغورا

## وصلات خارجية
- الموقع الرسمي (بالإسبانية)
- نسخة محفوظة 30 يوليو 2011 على موقع واي باك مشين.